# ليندسي تايت
ليندسي تايت (بالإنجليزية: Lindsay Tait)‏ مواليد 8 يناير 1982 في سيدني، هو لاعب كرة سلة نيوزلندي. بدأ مسيرته الاحترافية في سنة 2000. يلعب مع سوبر سيتي رينجرز في الدوري النيوزيلندي لكرة السلة كلاعب هجوم خلفي. يحمل الرقم 4. حقق المركز الثاني في دورة ألعاب الكومنولث 2006.

## المسيرة الاحترافية
لعب مع نيو زيلاند بريكرز في الدوري الأسترالي من سنة 2003 إلى 2006، ثم لعب مع إلوارا هوكز من سنة 2007 إلى 2009، ثم لعب مع ويلينغتون ساينتس من سنة 2008 إلى 2011، ثم لعب مع كيرنز تيبانز في الدوري الأسترالي في موسم 2010–2011، ثم لعب مع ويلينغتون ساينتس من سنة 2013 إلى 2015، ثم لعب مع سوبر سيتي رينجرز في سنة 2016.

## سجل المنافسة
شارك في المنافسات التالية:
- كأس العالم لكرة السلة 2014
- بطولة أمم أوقيانوسيا لكرة السلة 2009
- بطولة أمم أوقيانوسيا لكرة السلة 2011

## الميداليات
| الميدالية | المسابقة                  |
| --------- | ------------------------- |
| فضية      | دورة ألعاب الكومنولث 2006 |

## روابط خارجية
- ليندسي تايت على موقع الاتحاد الدولي لكرة السلة (الإنجليزية)
- ليندسي تايت على موقع كرة السلة الأوروبية.كوم (الإنجليزية)
- ليندسي تايت على موقع ريلجم (الإنجليزية)
- ليندسي تايت على موقع بروبوليرز (الإنجليزية)
- ليندسي تايت على موقع سبورتس رفرنس (الإنجليزية)
- ليندسي تايت على موقع اتحاد ألعاب الكومنولث (مؤرشف) (الإنجليزية)